# 사라예보 포위전
사라예보 포위전(보스니아어: Opsada Sarajeva 옵사다 사라예바, 세르비아어: Опсада Сарајева)은 현대 역사상 가장 긴 포위전 중 하나이다. 처음에는 보스니아 헤르체고비나의 수도인 사라예보가 유고슬라비아 인민군에게 포위된 이후 보스니아 전쟁 기간인 1992년 4월 5일부터 1996년 2월 29일(1,425일) 동안에는 스릅스카 공화국군에게 포위당했다. 이 포위전은 스탈린그라드 포위전보다 3배 길며 레닌그라드 포위전보다 1년 더 길다.
보스니아 헤르체고비나가 유고슬라비아로부터 독립을 선언한 이후, 보스니아 영토 일부를 가지고 있는 스릅스카 공화국(RS)의 새로운 세르비아계 보스니아인 나라를 만드는 것을 목표로 하는 보스니아 내의 세르비아인은 약 13,000명의 병력을 동원하여 사라예보를 포위하고 주변 고지에 주둔했다. 그 곳에서 세르비아 민병대는 대포, 박격포, 전차, 대공포, 중기관총, 로켓 발사기, 지대공미사일, 저격총 등을 이용하여 도시를 공격했다. 1992년 5월 2일부터는 세르비아군이 도시를 봉쇄했다. 도시 내부에 포위된 보스니아군 70,000명은 빈약한 무장을 갖추고 있었고 포위를 뚫을 수 없었다.
이 포위전에서 민간인 5,434명을 포함한 13,952명이 사망했다. 보스니아군의 사망자는 6,137명이며, 세르비아 민병대의 사망자는 2,241명이다. 1991년 포위전 직전 사라예보와 주변지의 인구 조사에서는 525,980명이었다. 포위전 기간의 인구 조사에서는 도심지 인구가 435,000명으로 줄어들었다. 포위전이 끝난 이후 사라예보 내의 생존자들은 300,000명에서 380,000명까지 줄어들었다.
전후 구유고슬라비아 국제형사재판소(ICTY)는 포위전 기간 동안 인도에 반한 죄를 저지른 세르비아계 장군 2명에게 유죄 판결을 내렸다. 스타니슬라브 갈리치와 드라고미르 밀로셰비치는 각각 종신형과 29년형을 선고받았으며, 몸칠로 페리시치는 27년형을 선고받았으나 2013년 2월 가석방했다. 또한, 11명의 제소자 중에는 스릅스카 공화국의 전 대통령이자 포위전에 참여한 라도반 카라지치도 있다.

## 배경
2차 세계 대전 이후 세워진 유고슬라비아 사회주의 연방 공화국은 국가 내의 다양한 민족과 종교 사이에 민족주의 감정이 대두되면서 혼란이 찾아오고 결국 국가 해체로까지 이어진다. 민족주의 억제 정책을 펼쳐오며 유고슬라비아에서 오랫동안 집권한 요시프 브로즈 티토는 1980년에 사망했다.
1980년대부터는 코소보에서 폭력 사태가 분화하면서 민족주의가 중흥기를 맞기 시작했다. 세르비아는 세르비아 중심의 유고슬라비아의 정권 중앙집중화를 꿈꾸는 동안, 유고슬라비아 내 다른 민족의 민족주의자는 국가의 지방분권화를 원했다.
1990년 11월 18일, 보스니아 헤르체고비나에서 최초로 다당제 총선이 열리면서(2차 선거는 11월 25일에 열림), 국민의회에서 공산당이 축출되고 3개 민족을 기반으로 한 민족 정당이 의회를 장악했다. 이후 슬로베니아와 크로아티아가 독립선언을 하는 가운데 보스니아 헤르체고비나는 계속 존속해 있으면서도 3개 민족 사이에 긴장이 돌기 시작했다. 이후 보스니아에는 유고슬라비아 내에서 계속 존속해 있을 것인지(세르비아계가 강력히 지지) 독립을 선언할 것인지(보스니아인과 크로아티아인이 강력히 지지)에 대한 문제에 부딪치기 시작했다.
이후 1991년 10월 24일, 세르비아인을 기반으로 한 보스니아 헤르체고비나 세르비아인 민주당의 국회위원이 사라예보의 국민의회를 포기하고 보스니아 헤르체고비나의 세르비아계 의회로 합류하면서 1990년부터 시작된 3개 민족 연합 통치는 붕괴했다. 1992년 1월 9일에는 이 의회가 보스니아 헤르체고비나 세르비아계 공화국으로 바뀌었고, 1992년 8월에는 스릅스카 공화국으로 독립한다.
1991년 10월 15일에는 보스니아 자주권 선언이 있은 이후 1992년 2월 29일부터 3월 1일까지 유고슬라비아로부터 독립할 지에 대한 국민투표를 열었다. 이 국민투표는 대다수의 세르비아인이 보이콧했다. 독립 투표의 투표율은 63.4%였으며 독립 찬성율은 99.7%로 독립이 확정되었다. 보스니아 헤르체고비나는 1992년 3월 2일 독립을 선포했다. 보스니아 전국에서 긴장이 조성되면서 1992년 3월 7일 세르비아 준군사가 카프리냐 주위의 보스니아인-크로아티아인 마을을 공격하면서 보스니아 전쟁이 시작했고 3월 15일에는 보산스키브로드와 보스니아인 마을 고라주데가 공격받았다. 이러한 소규모 공격이 있은 이후 3월 19일에는 네움에 세르비아 포병 공격이 이어졌고, 24일에는 보산스키브로드에, 30일에는 비옐리나에서 전투가 시작되었다.

## 전개

### 1992년: 개전
1992년 3월 1일, 사라예보 시내에 진행된 세르비아인 결혼식이 공격을 받았다. 이 공격으로 신랑의 아버지인 니콜라 가르도비치 1명이 사망했다. 공격자들이 무슬림이라는 소문이 돌았으며, 구 바츠차르실랴 시장을 통과하던 도중 결혼식 손님 한명이 세르비아의 국기를 흔든 것에 자극받아 공격을 저질렀다는 소문도 같이 돌았다.
다음 날, 세르비아 민병대가 사라예보 의회 건물 근처에 바리케이드 및 저격수를 배치했지만, 이러한 군사 쿠데타 위협은 사라예보 시민 수천명이 저격수 앞으로 행진하면서 실패했다. 1992년 3월 3일 보스니아 헤르체고비나 공화국이 독립을 선포하면서 보스니아 전 지역에서 세르비아군과 정부군 사이 산발적인 충돌이 일어났다. 보스니아 헤르체고비나가 독립 국가로서의 승인을 앞두면서 이 충돌은 계속되었다.
4월 5일, 세르비아 민족 경찰관이 경찰서를 공격한 후 내무부 사관학교를 공격했다. 이 공격으로 장교 2명과 민간인 1명이 사망했다. 다음 날 보스니아 헤르체고비나 의장단은 국가 비상사태를 선언했다. 이날 이후, 사라예보의 세르비아 준군사가 지난달에 했던 행동을 반복했다. 이 때 모든 민족으로 구성된 5만명에서 10만명 가까이의 시위대가 행진하면서 다시 또 철수했다. 가장 큰 시위대 무리가 의회 건물을 향해 이동하자, 무한 괴한이 이들을 향해 총을 쏴서 수아다 딜베로비치와 올가 수치치 젊은 여성 2명이 사망했다. 이 두명은 포위전의 최초 사망자로 기록되었다. 그들이 살해당한 브라바냐 다리는 이후 그들의 이름을 따서 명칭이 바뀌었다.
4월 6일, 유럽연합 외무장관 12명이 보스니아 헤르체고비나를 독립국으로 인정한다고 통보했다. 미국은 그 다음날 독립국으로 인정했다. 곧바로 무력 충돌이 시작했다. 유고슬라비아 인민군(JNA)이 브라세의 사관학교 훈련소를 공격하고, 박격포, 대포, 전차를 동원하여 시내 중앙의 트램 전차기지와 구시가지를 포격했으며, 사라예보의 공항을 점령했다. 보스니아 정부군은 독립국으로 인정한 이후 국제사회가 평화유지군을 파견할 것이라고 생각했지만, 결국 전쟁이 보스니아 전역으로 확대될 때까지 군사는 파견되지 않았다.

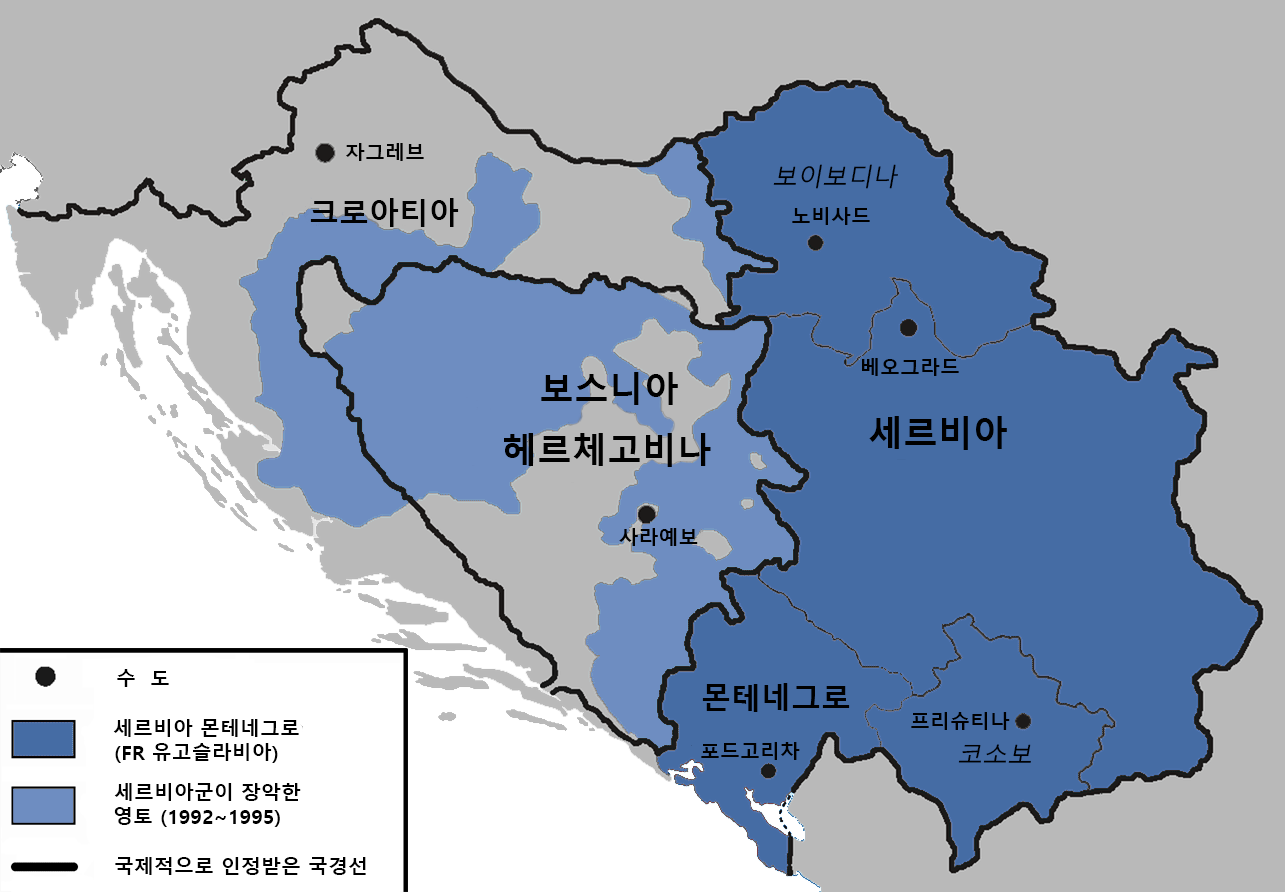
세르비아군이 장악한 지역을 나타내는 지도.

세르비아인과 JNA는 동부 보스니아의 보스니아인 민간인에 대한 공격을 시작으로 보스니아 정부군을 압도하고 영토 대부분을 점령했다. 세르비아군, 경찰, 준군사가 도시와 마을을 공격하고 난 이후 지역에 거주하는 세르비아인의 도움을 받아 표준 행정 절차를 거쳤다. 이 표준 행정 절차는 보스니아인이 거주하는 아파트와 주택을 체계적으로 약탈하고 불태웠으며, 민간인은 체포당했고 일부는 구타당하거나 살해당했다. 남성은 여성과 떨어져서 지내게 했다. 보스니아인 남성의 대부분은 강제수용소로 보내서 학살했다. 여성은 매우 비위생적인 구금시설에서 수감당한 채로 잔인한 학대를 받았다. 많은 여성들은 반복적으로 강간을 당했다. 이곳 생존자는 세르비아 군인과 경찰이 구금시설을 방문해서 한 명 이상의 여성을 골라 강간했다고 증언했다.
4월 22일, 공화국 의회 건물 앞에서 평화 집회가 열렸으나 할리데이 호텔에서의 총격으로 와해되었다. 4월 말부터는 포위 공격의 형태로 진행되었다.

### 초기 도시 공격

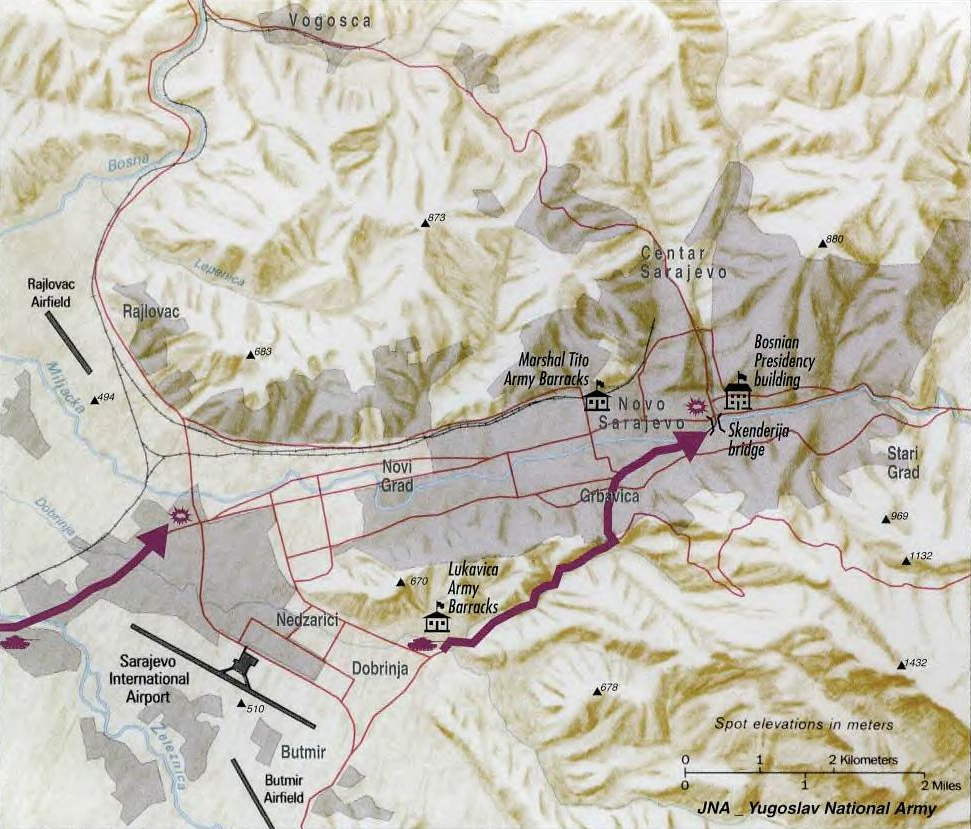
1992년 5월 2일 CIA가 작성한 JNA의 공격 지도.

전쟁 몇 달 동안 유고슬라비아 인민군은 사라예보 주변의 고지대에서 동원령을 내리기 시작했다. 이후 도시로 공격을 할 것이라는 증거인 대포를 포함한 서로 다른 병기 및 군사장비가 모이기 시작하면서 이 때부터 공격 전개를 시작했다. 1992년 4월, 보스니아 헤르체고비나의 대통령인 알리야 이제트베고비치는 유고슬라비아 정부에게 이들 군을 나가게 해라고 요구했다. 세르비아의 대통령인 슬로보단 밀로셰비치는 거의 무의미한 수의 군사만을 보스니아 국경 밖으로 내보내는 데에만 동의했다. 보스니아에 사는 세르비아 민족 계열의 JNA 병사는 라트코 믈라디치 지휘 하에 있는 세르비아계 보스니아군(VRS)로 옮겨져서 보스니아가 유고슬라비아로부터 독립하자 세르비아편으로 붙었다.
1992년 5월 2일, 세르비아계 보스니아군이 도시의 봉쇄를 시작했다. 이들은 주요 도로를 막으면서 식량과 의약품 보급을 막았으며 도시로 향하는 전기, 물, 난방 등의 공급 처리 시설도 막아버렸다. 이 세르비아군은 좋은 무기를 가지고 있었지만 도시를 방어하고 있던 보스니아 헤르체고비나 공화국군(ARBiH)에게 크게 열세였다. 수많은 JNA 장갑 부대 대열이 도시를 점령하는 데 실패한 후, 세르비아군은 약 200회의 포격전으로 주변 고지의 벙커와 방어지를 공격하는, 방어 약화에 집중했다.
5월 3일, 보스니아 헤르체고비나 공화국군이 사라예보의 도브로보랴츠카 거리의 JNA 병사를 공격해서 후퇴시켰으며, 이 과정에서 6명 이상이 사망했다. 이 공격은 전날 보스니아의 무슬림계 대통령 알리야 이제트베고비치가 사라예보 공항에서 유고슬라비아 경찰에게 억류된 것에 대해 보복 성격으로 진행한 것으로 추측한다.
8월 30일, 사라예보 서쪽의 붐비는 시장에서 세르비아군이 포격했다. 이 폭발로 15명이 사망하고 100명 이상이 부상을 입었다.
1993년 1월 3일, 보스니아 헤르체고비나의 부수상인 하키야 투라일리치가 세르비아계 군인에게 암살당했다. 터키 대표단을 맞이하려 사라예보 공항에 갔던 투하일리치는 그를 태운 UN 기갑 차량이 2대의 전차와 40~50명의 세르비아계 병사로 길이 막히자 돌아가야 했다. 공항에서 세르비아 군 장교로부터 보스니아를 지지하기 위해 "터키군"이 오고 있다고 라디오로 말하면서, "터키 무자헤딘"을 싣고 있는 장갑차의 프랑스군 3명을 비난했다. 세르비아군 장교가 장갑차 안의 사람이 투라일리치임을 확인한 후, 세르비아군은 UN군에게 그를 넘기라고 요구했다. 뒷문이 열리고, 세르비아군 중 한명이 투라일리치에게 자동소총 7발을 발사했다. 6발을 가슴과 팔에 맞은 그는 그 자리에서 사망했다. 세르비아계 보스니아인 병사인 고란 바시치는 투라일리치 살해 혐의로 기소되었으나 2002년 무죄 혐의를 받았다.

### 잔혹 행위

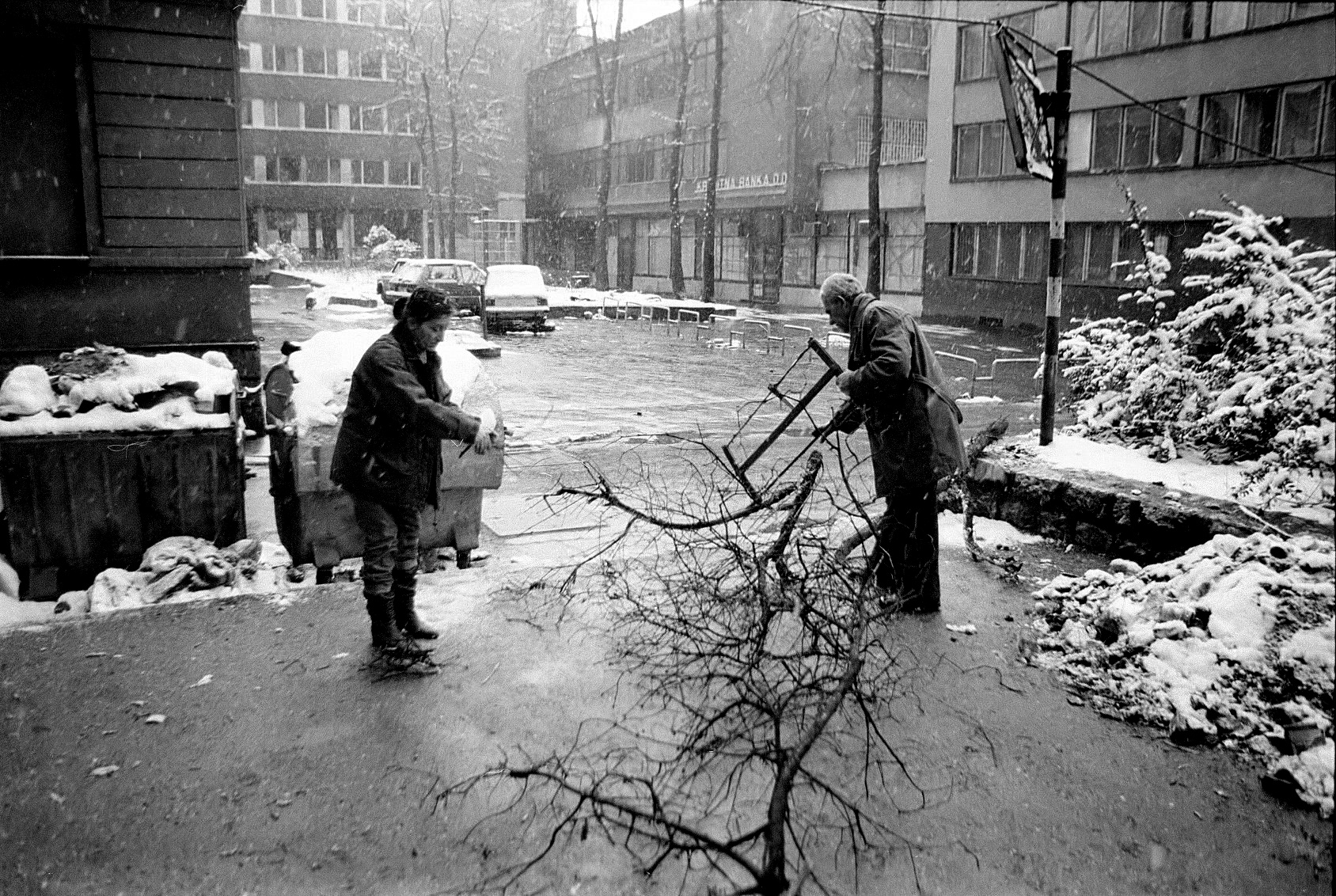
1992년~1993년 겨울, 장작을 모으고 있는 사라예보 주민.

1992년 하반기와 1993년 상반기 사라예보는 포위된 채로 격렬한 전투가 일어나며 이 와중에 잔혹 행위도 일어났다. 도시 외곽의 세르비아군은 지속적으로 도시 내의 정부군에게 포격을 가했다. 도시 내에서는 세르비아군이 주요 군사적 요충지와 보급지 대부분을 통제했다. 도시 내에서 세르비아군 저격수가 곳곳에 산재하기 시작하면서 시내에서 저격수가 많은 특정 거리에는 "Pazite, Snajper!"(스나이퍼 조심!)이라는 문구가 곳곳에 적혔으며, 특히 이 거리 중 가장 심한 거리로는 공항으로 이어지는 대도로인 울리사 자마야 오드 보스네(Ulica Zmaja od Bosne)로 이 도로는 저격수의 골목으로도 알려져 있다. 길을 건너려다 저격살해 당한 부부인 아드미라 이스미치와 보스코 브르키치는 도시 내에서 고난의 상징이 되었다.
일부 지역, 특히 노보 사라예보를 장악하기 위한 세르비아계 보스니아인의 공세는 수차례 이어졌다. 포위전을 견제하기 위해 1992년 5월 30일에 유엔 안전보장 이사회는 사라예보 국제공항을 안전 지역 내로 편입시킬 것을 요구했고, 6월 말부터는 유엔의 공수 물품이 들어오게 되면서 대부분의 시민들은 그 보급품으로 생명을 유지했다.

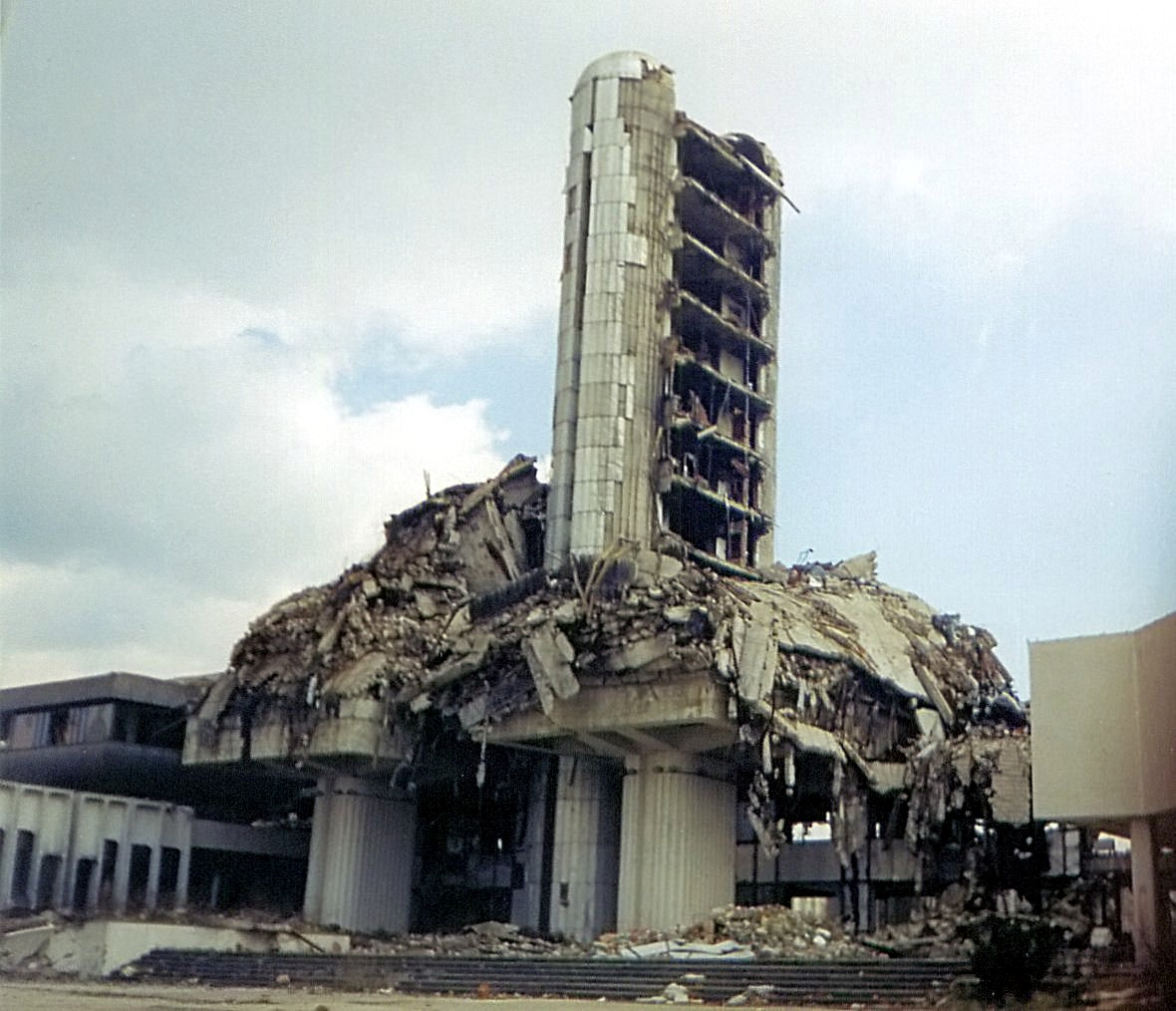
사라예보의 신문사 건물 오슬로보데녜의 폐허. 포위전이 끝난 1년이 지난 이후에도 추모관으로 계속 남아 있었다.

포위를 하고 있는 세르비아군에 비해 보스니아 정부군은 매우 미약한 무장만을 갖추고 있었다. 보스니아에서의 암시장에는 전쟁 초기에 참전해던 군의 불법적으로 밀수하거나 세르비아군을 습격하여 노획한 무기를 판매했다. 1993년 중반에 완공한 사라예보 터널은 국제적인 무기 금수 조치(사라예보의 방어군을 포함한 보스니아 전쟁에 참여한 전 세력에게 포함)를 우회할 수 있는 중요 수단이었다. 이 터널은 도시의 수비군에게 필요한 무기 및 여러 생활용품을 보급했으며, 이 터널을 통해서 일부 시민이 사라예보 밖으로 빠져나가기도 했다. 이 터널 덕분에 사라예보가 살아남을 수 있었다라고도 말한다.
한 보고서에서는, 포위전 기간 동안 하루 평균 329회의 포격이 있었고, 1993년 7월 22일 하루에는 가장 많은 3,777회의 포격이 떨어졌다. 이런 포격으로 인한 광범위한 우르비사이드로 도시 내의 주거지역 및 문화재가 광범위하게 파괴되었다. 1993년 9월에는 사라예보의 거의 모든 건물이 손상되거나 파괴되었다고 추정되었으며, 약 35,000채의 건물이 붕괴되었다. 특히, 파괴 대상으로 꼽힌 병원, 의료단지, 미디어 및 통신 센터, 산업 단지, 정부 및 군사 건물, UN 시설이 집중적으로 파괴되었다. 대통령 청사 및 국립 대학 도서관과 같은 건물도 포격을 받아 불에 타서 책 수천권이 소실되었다.

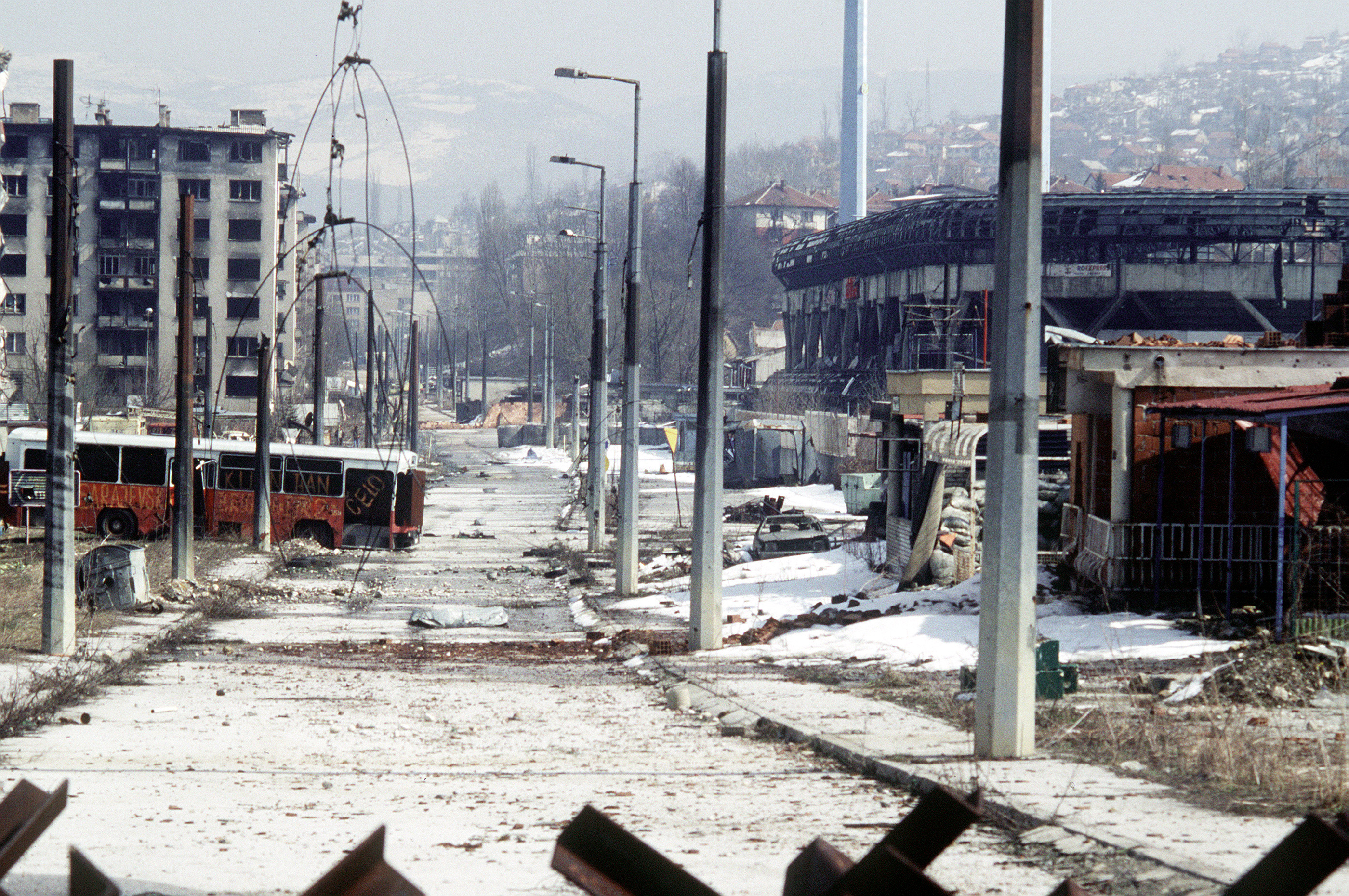
1996년 3월, 사라예보 교외의 그라비치아 시내 모습.

포격으로 인해 주민들은 죽어가기 시작했다. 박격포 공격을 통한 민간인 대량 살인은 서양 언론에 오르내렸다. 1993년 6월 1일, 사라예보에서 축구 경기 도중 세르비아군이 공격하여 11명이 사망하고 133명이 부상을 입었다. 7월 12일에는 물 보급을 기다리던 민간인 12명이 세르비아군에게 살해당했다.
1994년 2월 5일의 1차 마르칼레 학살로 민간인 68명이 사망하고 200명 이상이 부상을 입으면서 이 공격은 단일 공격 사상 최대 사망자가 나온 사건으로 기록되었다. 의료 시설은 많은 민간인들을 치료하기에는 턱없이 부족했고, 1993년의 이르마 작전과 비슷한 의료 후송 작전에서는 소수의 부상자만 치료받을 수 있었다.

### 1995년: NATO의 개입

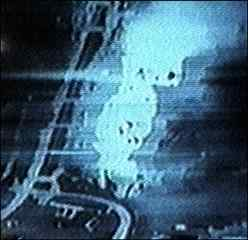
세르비아군 타겟이 미군 항공기에게 명중한 모습.

1차 마르칼레 학살이 일어난 다음날인 1994년 2월 6일, 유엔 사무총장 부트로스 부트로스갈리는 NATO에게 정식으로 공습 작전을 즉시 수행해달라는 요구를 했다. 1994년 2월 9일, UN의 요청에 동의한 NATO의 북대서양 위원회는 남유럽 연합군 합동참모본부(CINCSOUTH)의 지휘관 미국 제독 제레미 마이클 부르다에게 민간 목표물 공격에 대한 책임은 UNPROFOR에게 묻기로 하고 사라예보 주변 지역의 포병과 박격포에 대한 공습을 시작하라고 명령했다. 그리스 한 국가만 폭격 지원을 거부했지만 폭격에 반대하지는 않았다. 또한, 북대서양위원회는 2월 9일 회의에서 세르비아계 보스니아 국가에게 2월 20일~21일 자정까지 사라예보 주변의 중무기를 철수시키지 않으면 폭격하겠다는 최후통첩을 보냈다. 이 최후 통첩 준수를 둘러싼 논쟁이 일어났고 헝가리의 총리 페테르 보로스는 공습이 시작되면 자국 영공에 NATO 비행기가 날지 못하도록 할 것이라고 발표했다. 1994년 2월 12일, 1992년 4월 이후 22개월만에 사라예보에는 처음으로 사상자가 없었다.
8월 5일, VRS가 배타적 지역 협정을 명백히 위반한 일리지야 지역의 무기 저장소의 여러 중무기를 압수했다. 압수하는 동안 세르비아군이 우크라이나인 UNPROFOR 평화유지군 한명에게 부상을 입혔다. 이 공격에 대응하여 UN은 NATO에게 다시 한번 공격을 요청했다. 미군의 A-10 전투기 2대가 즉시 출격하여 압류된 무기가 있는 무기고로 들어갈려는 세르비아군에게 항의하는 메시지로 세르비아군 표적에 수 차례 기총 사격을 하였다.
9월 22일, 세르비아군이 프랑스군의 병력 수송 장갑차를 공격하자 UNPROFOR은 다시 한번 NATO에게 폭격 지원을 요청했다. 이에 대응해 영국군의 재규어 전투기 2대가 출격하여 세르비아군의 전차 대열을 파괴시켰다.

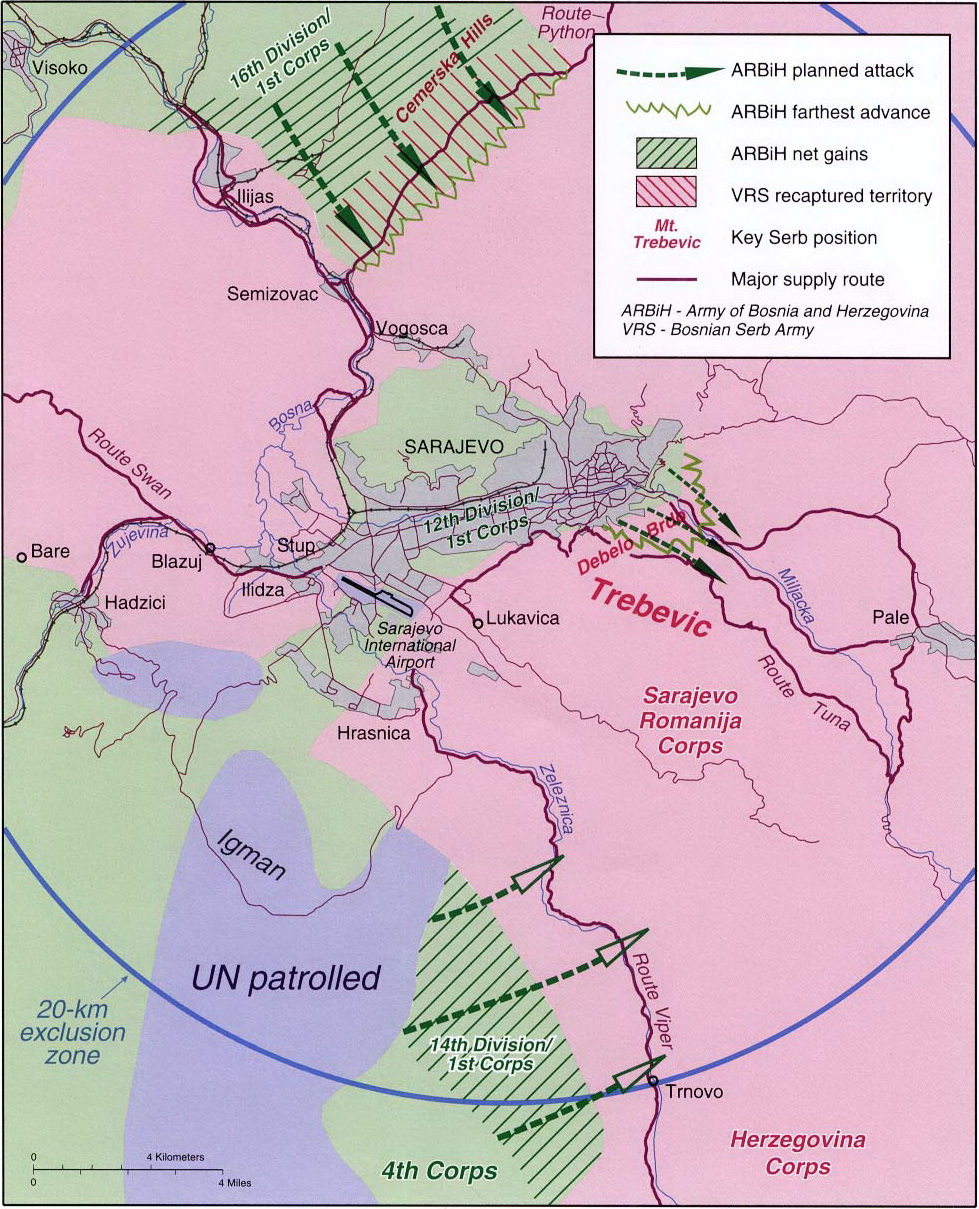
1995년 6월 15일~22일 사라예보 지역의 보스니아군 공격 작전도.

1995년, 전투가 점차 확대되자 보스니아인 무슬림 세력은 사라예보 지역으로 대규모 공세를 시작했다. 이 공격에 대응하여 세르비아계 세력은 유엔 무기 저장소에서 중무기를 약탈하여 사라예볼르 향해 다시 포격하기 시작했다. 이러한 행위에 대한 보복으로 UN군 사령관 중장 루퍼트 스미스는 NATO에게 공습을 요청했다. 이에 NATO는 1995년 5월 25일, 26일에 팔레 근처 세르비아군 탄약 저장소를 폭격하여 파괴시켰다. 이 작전에서 레이저 유도탄으로 무장한 USAF의 F-16기와 에스파냐 공군의 EF-18기가 출격했다. 세르비아군은 UNPROFOR 인질 377명을 잡고 보스니아 지역에서 NATO의 공습을 멈추도록 요구하는 인간 방패로 이용했다.
1995년 5월 27일, 세르비아군이 총격전 없이 수아다-올가 다리 양쪽 끝에 위치한 UN 관측 초소의 프랑스군을 포로로 잡았다고 주장했다. 프랑스군 유니폼과 방탄조끼, 헬멧을 착용한 그들은 프랑스군 무기로 무장하고 도시 외부의 UN군 초소에서 도난당한 프랑스군 장갑차(APC)를 몰았다. 이 군인들은 총으로 위협하여 체크포인트의 평화유지군 12명을 포로로 붙잡았다. 2명이 인간 방패 명목으로 다리에 남아있는 동안 10명은 알 수 없는 곳으로 향했다. 프랑스는 이에 대응하여 군인 30명과 경전차 6대를 보내 다리의 북쪽 끝을 기습했다. 이 브르바냐 다리 전투에서 프랑스군 2명이 사망하고 5명이 부상을 입었으며, 세르비아군 4명이 사망하고 4명이 포로가 되었다. 날이 저물 때 쯤이면 프랑스는 다리 북부를 차지하고, 남부 지역은 세르비아군이 점령하고 있었다. 이후 세르비아군은 다리 남쪽을 포기하고 후퇴했다.
1995년, 국제연합군은 8월 28일 2차 마르칼레 학살 이후 포위하고 있는 세르비아군에 대해 공격을 시작하여 37명이 사망하고 90명이 부상을 입었다. 8월 30일, 북대서양 조약 기구 사무총장은 UNPROFOR 신속반응군 포병 공격을 지원하기 위해 공습을 시작한다고 발표했다. 같은 날, 프랑스군의 다소 미라주 2000이 팔레의 세르비아계군 SAM에게 격추당했다.
9월 1일, 나토와 유엔이 사라예보 주변의 중무기 배타 지역 및 유엔 안전 지역에서 세르비아군에게 즉시 중무기를 철수시키며 공격을 중단하라고 요구했다. 세르비아계 군에게 9월 4일까지의 시한을 주었으며, 그 동안 딜리버레이트 포스 작전은 중지되었다. 하지만, 기한까지 중무기를 철수시키지 않았다. 9월 5일, 사라예보의 세르비아계 군과 팔레 근처의 세르비아계군 지휘소를 다시 폭격하기 시작했다.
9월 14일, 다시 한번 폭격 중지를 조건으로 세르비아계 군에게 중무기 배타 지역의 중무기 철수를 포함한 모든 세르비아군의 철수 요구를 받아들었다. 결국 1995년 9월 20일 프랑스군 장군 베르나드 안토니오(UNPROFOR 지휘관) 및 미군 제독 레이튼 W. 스미스 주니어(CINCSOUTH)는 세르비아계가 유엔의 명령을 이행할 경우 더 이상 폭격을 할 필요가 없다고 합의했다. 딜리버레이트 포스 작전은 끝나게 되었다.

### 포위전의 끝
보스니아군과 크로아티아군이 연합하여 공세를 시작하면서 전투는 새로운 국면을 맞게 되었다. 세르비아군이 천천히 사라예보에서 철수하면서 도시의 전기, 난방, 물 공급이 다시 재개되었다. 1995년 10월에는 정전 협정을 체결했다. 12월 14일에는 데이턴 협정을 맺으면서 평화가 찾아왔다.
포위전 기간 일어난 마지막 충돌은 1996년 1월 9일 오전 6시에 스릅스카 공화국군이 로켓 추진형 유탄을 트램에 발사하여 미르사다 두리치라는 이름의 55세 여성이 사망하고 19명이 부상을 입은 사건이다. 또한, 동시에 세르비아군이 점유하고 있던 그르바비차에서 수류탄이 투척된 사건이 발생했다. 공격 이후 프랑스 평화이행군이 수류탄이 던져진 건물을 수색했으나 범인을 찾지 못했다. 이 공격을 했다고 의심되는 혐의로 체포된 사람도 없었다.
보스니아 정부는 1996년 2월 29일 세르비아계군이 도시에서 완전히 철수하자 사라예보 포위전이 끝났다고 선언했다. 사라예보에 있던 세르비아인 7만명 이상이 무슬림 장악 지구에서 벗어나 소지품들을 모두 가진 채로 스릅스카 공화국으로 후퇴했다.

## 여파

### 사상자
| 년도   | 보스니아계 | 세르비아계 | 크로아티아계 | 외국인 |
| ------ | ---------- | ---------- | ------------ | ------ |
| 1991년 | 9명        | 8명        | 1명          | 0      |
| 1992년 | 5,199명    | 2,043명    | 458명        | 108명  |
| 1993년 | 2.473명    | 698명      | 184명        | 37명   |
| 1994년 | 809명      | 376명      | 50명         | 10명   |
| 1995년 | 799명      | 343명      | 43명         | 5명    |
| 총 합  | 9,289명    | 3,468명    | 736명        | 160명  |

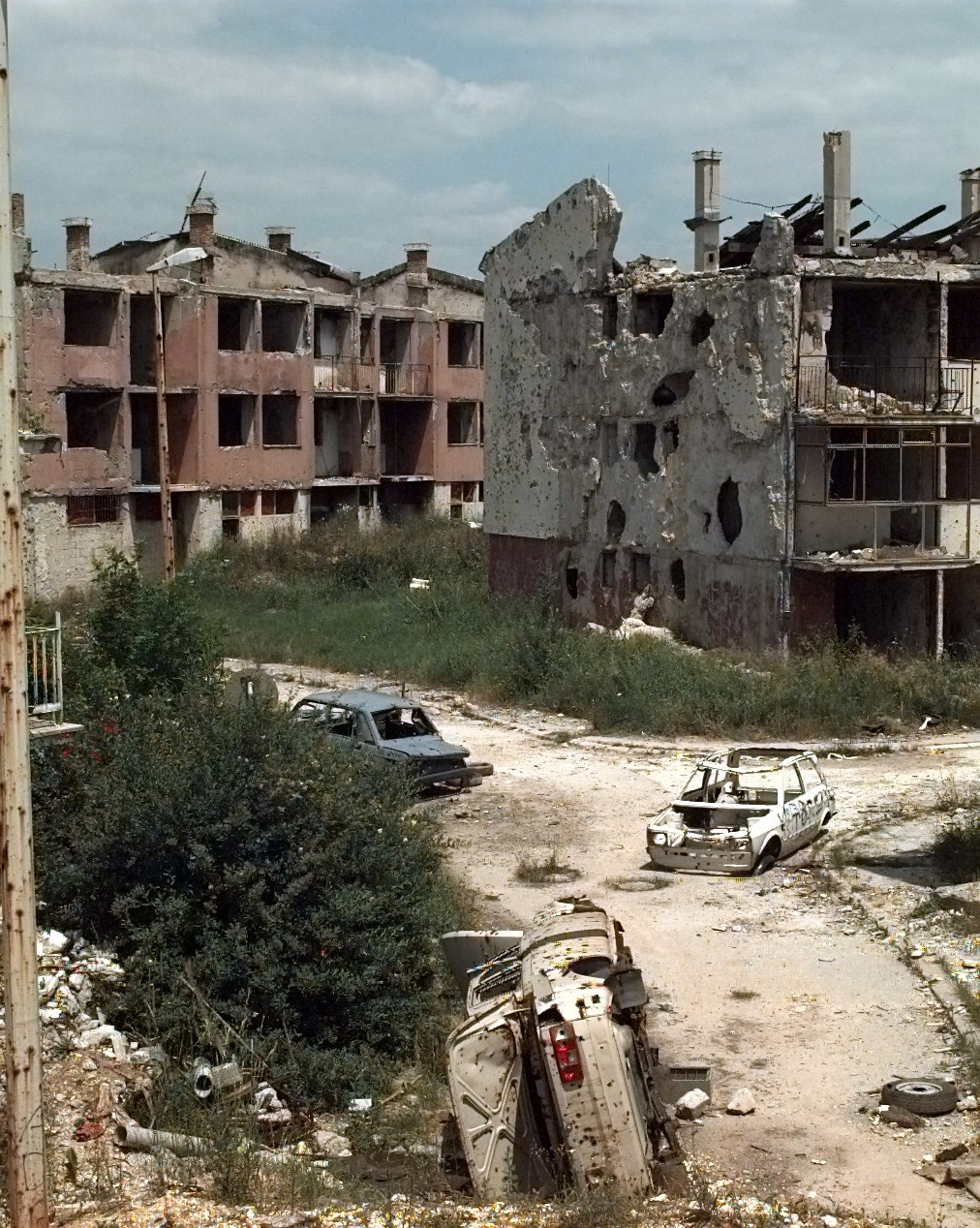
포위전 이후 파괴된 사라예보.

포위전 당시, 사라예보에는 보스니아인, 크로아티아인 뿐 아니라 도시에 남아있던 세르비아인도 있었으며, 이들도 스릅스카 공화국군에게 죽은 사람도 존재했다. 포위 직전 1991년의 인구 조사에서는 사라예보 시내 및 교외 지역에 525,980명이 살았다고 조사되었다. 포위전 기간에는 대략 435,000명으로 줄어들었다. 포위전 이후에는 30만명에서 38만명으로 급감하였다. 포위전 기간 동안 많은 사라예보 시민들이 사망하거나 부상을 입었다. 1994년, 포위전 315째의 기록에서는 포위전동안 2,474명이 사망했으며, 하루에 평균 8명이 사망하고 있다고 보고했다. 포위전 306일 째의 기록에서는 대략 13,472명이 부상을 입었으며, 하루에 평균 44명이 부상을 입었다고 보고했다. 같은 보고서에서는 도시 내의 사망자 및 실종자가 어린이 1,500명을 포함하여 10,000명이 넘는다고 보고했다. 또한, 어린이 15,000명을 포함한 56,000명이 부상을 입었다고 보고했다. 전후 ICTY의 보고에서는 포위전 기간 동안 보스니아 헤르체고비나 공화국군(ARBiH) 병사 4,578명과 사라예보 민간인 4,954명이 사망했다고 정리했다. 사라예보 연구 및 문서화 센터(RDC)에서는 포위전 기간 동안 보스니아인 9,429명, 세르비아인 3,573명, 크로아티아인 801명, 기타 국적인 140명을 포함하여 총 13,952명이 사망했다고 결론내렸다. 여기에 보스니아 헤르체고비나 공화국군 병사 6,137명과 유고슬라비아 인민군(JNA), 스릅스카 공화국군(VRS) 병사 2,241명도 추가로 사망했다고 정리했다. ARBiH 병사 사망자에는 세르비아인 235명, 크로아티아인이 328명이었고 나머지는 보스니아인이었다. 사라예보 포위전 기간 동안 전체 사망자의 60%가 군인었다. 특히, 총 사망자의 44%가 보스니아 헤르체고비나 공화국군이 차지했다. 포위전 기간 동안 민간인은 보스니아인 3,855명, 세르비아인 1,097명, 크로아티아인 482명을 포함하여 총 5,434명이 사망했다. 포위전 기간 동안 총 사망자의 66% 이상이 보스니아인이었으며, 25.6%가 세르비아인, 5.8%가 크로아티아인, 1%가 나머지 기타 국적 사람이었다. 보스니아 전쟁 전체 기간의 사망자 중 14.5%가 사라예보 포위전에서 발생한 사망자였다. 보스니아 헤르체고비나 연방 정부는 공식적으로 보스니아 정부군에게 사라예보의 세르비아인 150명이 사망했다고 추정하고 있지만, 반면 세르비아 민족주의자와 스릅스카 공화국에서는 대략 세르비아인 "수천 명" 이상이 정부군에게 사망했다고 추정하고 있다. 하지만 세르비아계의 주장을 입증하기 위한 증거 자료는 부족한 편이다.

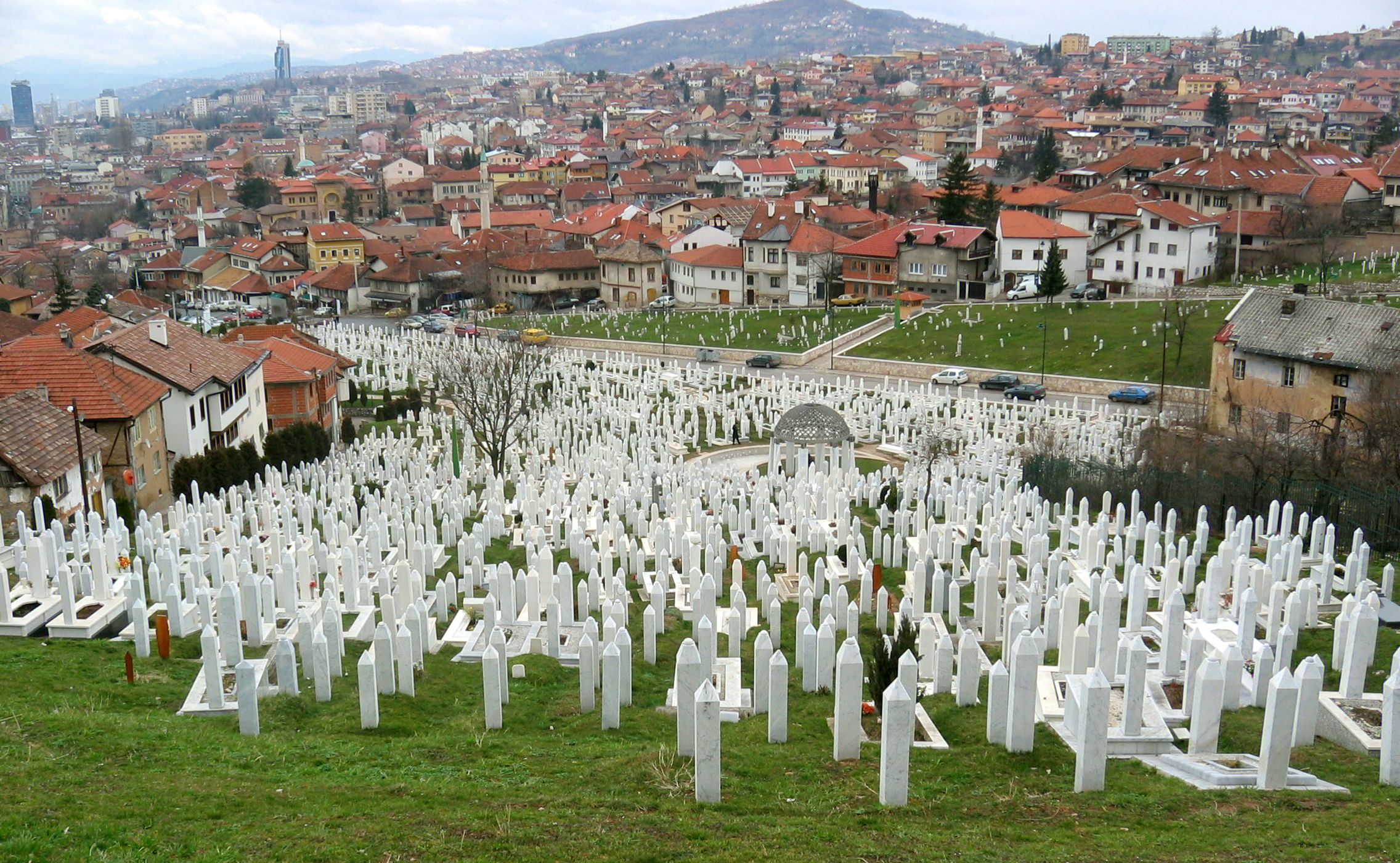
스타리그라드에 위치한 전쟁 피해자들을 위한 순교자 코바치 추모 공원.

이 포위전은 사라예보 시민들의 모든 생활에 영향을 주었다. 유엔 아동 기금(UNICEF)에서는 대략 도시에 65,000명에서 80,000명의 아이들이 포위되어 있으며, 그 중 40% 가량이 세르비아계 저격수에게 사망했다고 보고했다. 또한, 51%는 누군가가 사망하는 것을 보았으며, 39%는 자신의 가족 구성원이 사망하는 것을 보았고, 19%는 집단 학살을 목격했으며, 48%는 자신의 집이 다른 누군가에게 장악당하는 것을 보았으며, 73%는 자신의 집이 공격당하거나 포격당하는 것을 보았고, 89%는 지하 대피소에서 살았다고 보고했다. 이 수년간의 포위전 기간 동안 정신적 외상으로 인해 아이들의 삶에 큰 영향을 끼치게 되었다. 전쟁 기간으로 사망자수와 부상자수가 많아지자 사라예보와 그 주변 지역에는 공동묘지가 생겼다. 공원이나 경기장 등의 평지에는 거의 대부분 무덤이 되었다. 이러한 무덤 중 한 곳은 1984년 동계 올림픽 경기장으로 쓰인 곳도 있었다. 1994년 보고서에서는 "포위전은 도시 시민들의 심리 상태와 앞으로의 미래에도 큰 영향을 미쳤다. 보스니아 정부는 포위전이 시작된 이후 사라예보의 자살율이 급증했으며, 낙태는 거의 두 배가 되었고, 출생률은 50% 미만으로 감소했다"라고 말했다.
2010년 5월 9일 포위전 중 사망한 어린이 521명의 이름이 적힌 추모관이 문을 열었다. 이 외에도 추가로 500명의 어린이의 신원도 확보했다.

### 건축물과 재산 피해 및 파괴

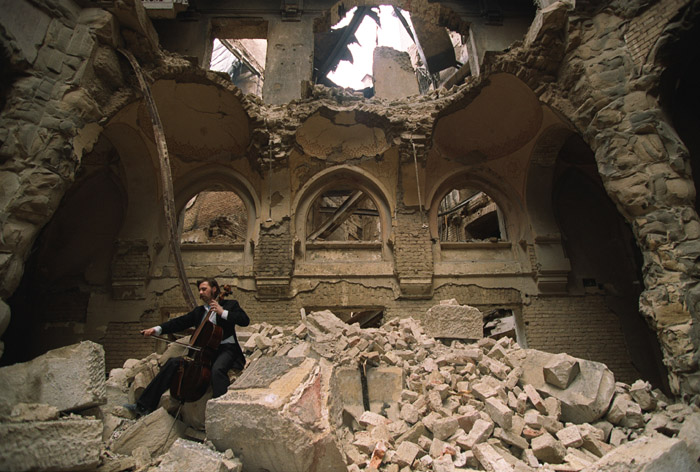
1992년 사라예보의 포격으로 파괴된 보스니아 헤르체고비나 국립 대학 도서관에 있는 베드란 스마일로비치.

사라예보는 포위전 기간 동안 여러 재산 피해 및 건축물의 피해가 일어났는데, 병원 및 의료 단지, 응급 구조 시설, 의료 인력 거주 시설과 같은 특별하게 보호해야 할 곳(구급차 포함) 뿐 아니라 세계에서 가장 많은 동양의 필사본들을 모아 둔 사라예보 동방연구소 등과 같은 여러 문화재도 피해를 입었다. 외국인들에게 1992년 8월 25일 밤에 일어난 소위 '문화재를 포위 목표로 설정'한 사건은 큰 충격으로 받아들어졌다. 이 때 일어난 세르비아계 군의 포격으로 보스니아의 모든 문화 기록의 중앙 저장소이자 발칸반도의 주요 도서관인 보스니아 헤르체고비나 국립 대학 도서관이 파괴되었다. 이 포격으로 기원전에 작성된 필사본 원고 700권 가량이 사라졌으며, 19세기 보스니아의 문화 부흥 기간에 출판된 여러 연속간행물 모음집도 사라졌다. 나중에 전 세계의 도서관은 기부, 전자책, 사이버 공간에서의 서적 재구축 등을 통해 잃어버리 유산의 일부를 복구하는데 협력했다.
또한, 군사적 필요라는 명목으로 역시 국제법으로 금지된 민간인에 대한 공격도 이루어졌다. 보스니아 정부는 포위전 기간 대략 아파트 10,000채가 붕괴되고 역시 10,000채 이상이 포격으로 파손되었다고 추정했다. 도시의 다른 건물은 23%가 심각한 손상을 입었고, 64%는 부부적으로 파괴되었으며, 10%는 약간 손상을 입었다고 보고되었다. 이 보고서에서는 유럽 평의회 문화 및 교육위원회가 도시 건물의 손상에 대해 언급했다. 이 말은 다음과 같다.
사라예보는 공격자의 손에 심하게 피해를 입었다. 계속해서 고통받는다는 인간적인 비용과 하루하루를 살아간다는 힘든다는 것은 제쳐두더라도, 도시의 여러 건축물도 심각한 손상을 입었다. 하수 시설, 전기, 수도, 통신 시설과 같은 인프라 시설은 심한 손상을 입었다. 대부분의 건물은 구조적으로 큰 손상을 입었고 아마도 모든 건물이 유리창이 깨진다던지 하는 작은 손상부터 큰 손상까지 모든 종류의 손상을 입었을 것이라고 추측된다. 일부에는 도서관과 같은 옛 건축물부터 시작해서 유니스 빌딩과 같이 현대의 강철 콘크리트 건물에 이르기까지 그냥 붕괴된 건물도 존재했다. 지난 1년간 약 35,000개의 건물이 붕괴된 것으로 추측하고 있다.

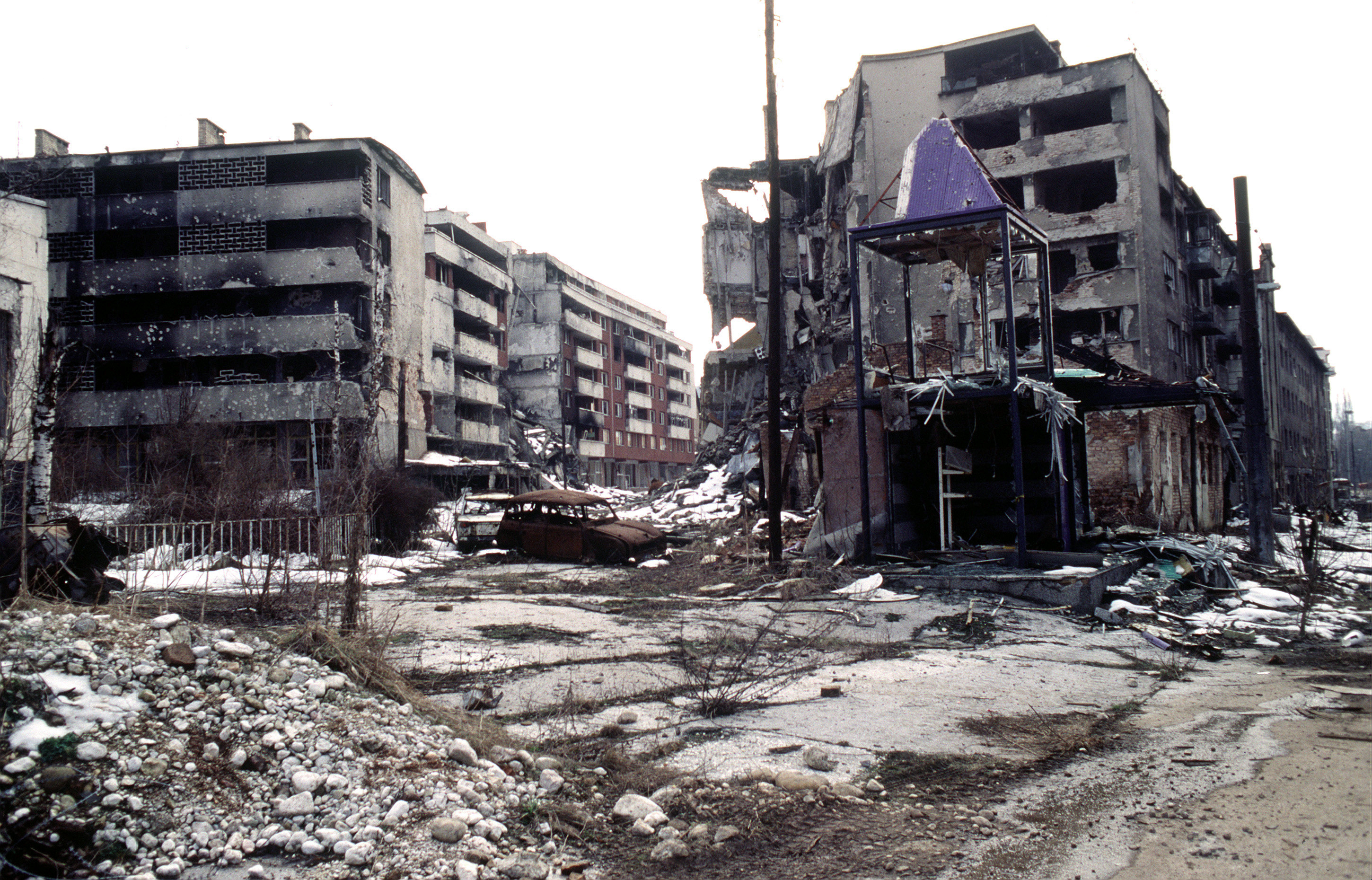
밀랴츠카강 좌안의 그르바비차 구의 브르바냐 다리 근처의 심각한 손상을 입은 아파트.

사라예보는 일단 건물의 수적 측면에서는 상당히 전쟁 전으로 복원하는 데 성공했다. 그러나, 2011년 기준으로 대부분의 건물은 손상을 입은 채로 방치되어 있다.

### 인구 구조
도시는 서로 다민족 관계로 얽혀 있었지만, 포위전은 인구 구조 측면에서도 상당한 영향을 가져왔다. 사라예보에 있던 사람들, 특히 세르비아계인들 수천명이 도시를 떠나 스프르스카 공화국으로 떠났으며, 도시 내 세르비아인의 비율은 1991년 30%에서 2002년 10%로 급감했다. 스프르스카 공화국 지역에 있었던 노보사라예보는 현 이스토치노사라예보가 되어 피난을 간 대부분의 세르비아계인이 이곳에 산다.
2013년 사라예보의 인구는 369,534명으로 1991년 이전 인구 조사 당시 인구와 비교하여 대략 34,000명 정도 적은 상황이다.

## ICTY의 유죄 판결
2003년 12월 5일 구유고슬라비아 국제형사재판소(ICTY)에서 사라예보-로마니아 군단의 첫 번째 사령관이고 1차 마르칼레 학살을 포함한 사라예보의 여러 민간인 대상 테러 및 저격 작전을 지시한 스타니슬라브 갈리치에게 유죄 판결을 내렸다. 갈리치는 포위 공격 기간 중 벌인 행위에 인도에 반한 죄로 종신형을 선고받았다.

## 대중 매체의 묘사

### 만화
- 엔키 비랄의 만화책 Le Sommeil du monstre
- 헤르만 허핀의 코믹 아트 Sarajevo Tango
- 조 큐버트의 코믹 아트 Fax From Sarajevo[63]
- 조 사코의 그래픽 노블 The Fixer

### 노래와 콘서트
- Judy Collins's Sarajevo
- Zubin Mehta conducted the Sarajevo Symphony Orchestra and Chorus in Mozart's Requiem at the ruins of Sarajevo's National Library.
- Laibach from Slovenia performed the first post war concerts in Sarajevo on the 20 and 21 November during the 1995 Nato Occupied Europe Tour.[64]
- U2's PopMart Tour included a 1997 U2 concert in Sarajevo
- "Miss Sarajevo", a song by U2 and Brian Eno under the pseudonym Passengers
- "Bosnia", a song by The Cranberries from their album To the Faithful Departed
- "Caído en Sarajevo (Fallen at Sarajevo)", a song by Chilean rock band Arka[65]
- "Christmas Eve/Sarajevo 12/24", a song by Savatage and the Trans-Siberian Orchestra
- "Romeo and Juliet in Sarajevo", a Cantonese pop song by Hong Kong singer Sammi Cheng
- "You Stay Here", a song by American singer songwriter Richard Shindell is based on the Siege of Sarajevo
- "Sarajevo Red Line", memorial event which commemorated the Siege of Sarajevo's 20th anniversary
- "Sarajevo", a song by Max Richter
- "Vrbanja Bridge", a song by American singer/songwriter, Jill Sobule, which tells of two religiously opposed lovers trying to escape over Vrbanja bridge.
- "Boško i Admira", a song of band Zabranjeno Pušenje about Boško and Admira, the two lovers but different religion
- "La Geste de Sarajevo", a song by Tri Yann
- "Sarajevo", a song by American rapper/spoken word artist Watsky about the story of Boško and Admira, from his album All You Can Do

### 뮤지컬과 오페라
- 서클(Circle) - E. 디노 조니치의 뮤지컬
- Dead Winter Dead, a rock-opera by Savatage, 1995

### 연극
- Blasted, a play by Sarah Kane
- The Music Lesson, a play by Tammy Ryan
- Bolero, Sarajevo, a theatre/dance performance directed by Haris Pasovic
- "Sniper", devised work by Kerryn Palmer 2004
- "Stories In The Dark", play by Debra Oswald

### 시
- The Bosnia Poem: Someone in Sarajevo, poem by Michael Blackburn
- The Cries of Our People – Sarajevo Octets, a book of poetry by Walter Raniowski
- Sarajevo Blues, a book of poetry by Semezdin Mehmedinović
- The Bright Lights of Sarajevo, poem by Tony Harrison
- "Why the Dwarf had to be Shot," a book by Sasha Skenderija

### 책
- Not Like My Mother by Azra Alagic, 2012 ISBN 978-0-9872915-1-6
- Blood And Honey A Balkan War Journal, by Chuck Sudetic, Ron Haviv, David Rieff, Bernard Kouchner IISBN 978-1-57500-135-7
- Besieged: Life Under Fire on a Sarajevo Street, by Barbara Demick
- The Cellist of Sarajevo, by Steven Galloway
- Đavo u Sarajevu (Devil in Sarajevo), a book by Nenad Veličković
- Empty Casing: A Soldier's Memoir of Sarajevo Under Siege, a book by Canadian peacekeeper Fred Doucette
- Fools Rush In: A True Story of Love, War, and Redemption, by Bill Carter ISBN 978-1-932958-50-8
- Goodbye Sarajevo: A True Story of Courage, Love and Survival, by Atka Reid and Hana Schofield, 2011, ISBN 978-1-4088-1456-7
- Hearts Grown Brutal: Sagas of Sarajevo, by Roger Cohen, 1998, ISBN 0-679-45243-5
- Letters from Sarajevo (Sarajevo: Voci da un assedio 1993), by Anna Cataldi, 1994 (trans. Avril Bardoni) ISBN 1-85230-500-2
- My Childhood Under Fire: A Sarajevo Diary by Nadja Halilbegovich
- My War Gone By, I Miss It So, by Anthony Loyd
- Natasha's Story, a book by Michael Nicholson
- No gun for Asmir, a book by Christobel Mattingley
- Pretty Birds, by Scott Simon, 2005 ISBN 1-4000-6310-8
- The Question of Bruno, stories by Aleksandar Hemon, 2000, ISBN 0-375-72700-0
- Regarding the Pain of Others, by Susan Sontag
- Sarajevo, A War Journal, a book by Zlatko Dizdarevic
- Sarajevo Days, Sarajevo Nights, a book by Elma Softic
- Sarajevo, Exodus of a City, a book by Dzevad Karahasan
- Sarajevo Roses, a book by South African UN Peacekeeper Anne-Marie Du Preez Bedroz
- Sarajevski Marlboro (Sarajevo Marlboro), a book by Miljenko Jergović, 1994
- Short Report from a City Long Besieged (Kratko poročilo iz dolgo obleganega mesta, 1994) by Drago Jančar
- The Siege of Sarajevo, a book by Suada Kapic
- State of Siege, a book by Juan Goytisolo
- Lie in the dark, a book by Dan Fesperman, 1999, ISBN 978-1-84243-945-6
- Witness from Sarajevo, by Boris Jug[66]
- Zlata's Diary, a book by Zlata Filipovic

### 영화와 문서
- Sarajevo Roses, a film by Roger M. Richards.
- Romeo and Juliet in Sarajevo, a PBS Frontline documentary
- Veilles d'Armes, a documentary by Marcel Ophüls
- Miss Sarajevo, a documentary directed by Bill Carter
- Diários da Bósnia (Bosnian Diaries), a film by Joaquim Sapinho
- Mladí muži poznávají svět (Young Men Discovering The World), a movie by Radim Špaček[67]
- Savršeni krug (The Perfect Circle), a film by Ademir Kenović
- Shot Through the Heart, a TV film by David Attwood
- Welcome To Sarajevo, a war movie by Michael Winterbottom
- 율리시스 게이지(Ulysses' Gaze) - a 1995 film by Theo Angelopoulos
- 1395 Days Without Red - 2011년 셀라 카메리치와 안리 살라의 영화
- 리메이크(Remake) - 디노 무스타피치의 영화
- Remember Sarajevo 보관됨 2015-12-16 - 웨이백 머신 - photographs from the siege by Roger M. Richards on The Digital Journalist[68]
- 인 더 랜드 오브 블러드 엔 허니(In the Land of Blood and Honey) - 안젤리나 졸리 감독의 대뷔작
- 투와이스 본(Twice Born) - 세르지오 카스텔리토의 영화

### 비디오 게임
- 디스 워 오브 마인(This War of Mine) - 사라예보 포위전을 배경으로 한 게임.[69]

## 서지
- Bethlehem, Daniel (1997). 《The "Yugoslav" crisis in international law: General issues》. Cambridge University Press. ISBN 9780521463041.
- Donia, Robert J. (2006). 《Sarajevo: A Biography》. University of Michigan Press. ISBN 9780472115570.
- Forsythe, David P. (2007). 《The International Committee of the Red Cross: a neutral humanitarian actor》. Oxford: Taylor & Francis. ISBN 9780415341516.
- Goldstein, Ivo (1996). 《Kronologija: Hrvatska, Europa, Svijet》. Zagreb: Novi Liber. ISBN 9536045125.
- Maček, Ivana (2009). 《Sarajevo Under Siege: Anthropology in Wartime》. University of Pennsylvania Press. ISBN 9780812241266.
- Mann, Drucker, Tarantola & McCabe, Jonathan, Ernest, Daniel & Mary Pat (1994). 《Bosnia: The War Against Public Health》 (PDF) 1. Medicine & Global Survival. 2019년 6월 21일에 원본 문서 (PDF)에서 보존된 문서. 2015년 8월 1일에 확인함.
- Nizich, Ivana (1993). 《War Crimes in Bosnia-Hercegovina: A Helsinki Watch Report, Opseg 1》. New York City: Human Rights Watch. ISBN 9781564320834.
- Preez Bezdrob, Anne Marie du (2006). 《Sarajevo Roses: War Memoir of a Peacekeeper》. Oshun. ISBN 9781770070318.
- Sense Agency (30. listopad 2009). 《TV Tribunal 429》. Sense-Agency.com. 2016년 3월 4일에 원본 문서에서 보존된 문서. 2015년 8월 1일에 확인함.
- Vulliamy, Ed (1994). 《Seasons in hell: understanding Bosnia's war》. New York City: Simon & Schuster. ISBN 9780671713454.

## 참고 보고서
- Bassiouni, M. Cherif (28. prosinca 1994). 《Final report of the United Nations Commission of Experts established pursuant to security council resolution 780 (1992), Annex IV – The policy of ethnic cleansing》. Ujedinjeni narodi. 2011년 6월 4일에 원본 문서에서 보존된 문서. 9. ožujka 2012에 확인함.
- Bassiouni, M. Cherif (28. prosinca 1994). 《Final report of the United Nations Commission of Experts established pursuant to security council resolution 780 (1992), Annex VI – Study of the battle and siege of Sarajevo》. Ujedinjeni narodi. 2011년 6월 4일에 원본 문서에서 보존된 문서. 9. travnja 2012에 확인함.
- Bassiouni, M. Cherif (28. prosinca 1994). 《Final report of the United Nations Commission of Experts established pursuant to security council resolution 780 (1992), Annex VI – Study of the battle and siege of Sarajevo (04/10)》. Ujedinjeni narodi. 2011년 6월 29일에 원본 문서에서 보존된 문서. 9. travnja 2012에 확인함.
- Bassiouni, M. Cherif (28. prosinca 1994). 《Final report of the United Nations Commission of Experts established pursuant to security council resolution 780 (1992), Annex VI – Study of the battle and siege of Sarajevo (07/10)》. Ujedinjeni narodi. 2011년 6월 29일에 원본 문서에서 보존된 문서. 9. travnja 2012에 확인함.
- Bassiouni, M. Cherif (28. prosinca 1994). 《Final report of the United Nations Commission of Experts established pursuant to security council resolution 780 (1992), Annex VI – Study of the battle and siege of Sarajevo (08/10)》. Ujedinjeni narodi. 2011년 6월 29일에 원본 문서에서 보존된 문서. 9. travnja 2012에 확인함.
- Bassiouni, M. Cherif (28. prosinca 1994). 《Final report of the United Nations Commission of Experts established pursuant to security council resolution 780 (1992), Annex VI – Study of the battle and siege of Sarajevo (09/10)》. Ujedinjeni narodi. 2011년 6월 29일에 원본 문서에서 보존된 문서. 9. travnja 2012에 확인함.
- Bassiouni, M. Cherif (28. prosinca 1994). 《Final report of the United Nations Commission of Experts established pursuant to security council resolution 780 (1992), Annex VI – Study of the battle and siege of Sarajevo (10/10)》. Ujedinjeni narodi. 2011년 6월 29일에 원본 문서에서 보존된 문서. 9. travnja 2012에 확인함.

## 참고 문헌
- 《The Prosecutor vs. Stanislav Galić - Judgement and Opinion》 (PDF). MKSJ. 5. prosinca 2003. 9. travnja 2012에 확인함.
- 《Tužitelj Međunarodnog suda protiv Radovana Karadžića - Treća izmijenjena optužnica》 (PDF). MKSJ. 27. veljače 2009. 9. travnja 2012에 확인함.
- 《The Prosecutor vs. Dragomir Milošević - Judgement》 (PDF). MKSJ. 12. prosinca 2007. 9. travnja 2012에 확인함.
- 《The Prosecutor vs. Momčilo Perišić - Judgement》 (PDF). MKSJ. 6. rujna 2011. 9. travnja 2012에 확인함.